# Joseph (Rougemuraille)
Pour les articles homonymes, voir Joseph.
Joseph (titre original : The Bellmaker) est le septième tome de la série Rougemuraille de Brian Jacques. Publié en 1994, il fut traduit en français et découpé en quatre tomes : La Menace d'Ourgan le Garou, La Reine-de-Nacre, Les Évadés de Méridion et La Reconquête.
Dans l'ordre chronologique de l'histoire, il est précédé par Mariel et suivi par Salamandastron.
Ourgan le Garou , renard vêtu d'une peau de loup, descend du Nord avec sa compagne Silvamord et sa sinistre horde. Le seigneur de guerre n'a qu'un seul but : conquérir le royaume de Méridion ! Le roi écureuil Gaël est emprisonné mais la reine et son fils s'enfuient... Mariel et son père Joseph décident de débarrasser le Sud du Loup-Renard...